# نادي الطرف لكرة السلة
الطرف (بالإنجليزية: Al-Taraf Club)‏ هو فريق كرة سلة سعودي، يقع في الأحساء، المنطقة الشرقية. يلعب في دوري الدرجة الأولى السعودي لكرة السلة.

## مشاركات
دوري الدرجة الأولى السعودي لكرة السلة
شارك في دوري الدرجة الأولى السعودي لكرة السلة 5 مواسم.
- الدوري الدرجة الأولى السعودي لكرة السلة 2010 11
- الدوري الدرجة الأولى السعودي لكرة السلة 2012 13
- الدوري الدرجة الأولى السعودي لكرة السلة 2016 17
- الدوري الدرجة الأولى السعودي لكرة السلة 2017 18
- الدوري الدرجة الأولى السعودي لكرة السلة 2018 19

كأس الأمير فيصل بن فهد لكرة السلة
- كأس الأمير فيصل بن فهد لكرة السلة 2014

## فريق الشباب
انجاز فريق السلة لدرجة الشباب عندما استطاع الصعود إلى الدوري الممتاز وحل في المركز الثاني خلف فريق النصر في البطولة التي اقيمت تصفياتها في القريات.

## المدربين
| المدرب                                | الفترة         | الفترة |
| المدرب                                | من             | إلي    |
| ------------------------------------- | -------------- | ------ |
| حمدي عبدالحليم (أول مدرب لنادي الطرف) | 1994           | 2005   |
| صادق الطمع                            | 18 أكتوبر 2020 | الأن   |

## ملاعب
لدي نادي الطرف ملعب كرة السلة الخاص به التي تقام جميع مباريات فريق الأول وفريق الشباب عليه، يقع في مدينة الطرف.